# 세 얼간이 (텔레비전 프로그램)
《세 얼간이》는 케이블 채널 tvN에서 방영된 생방송 버라이어티 프로그램이다.

## 출연자

### 시즌1 출연자
- 이수근
- 김종민
- 은지원
- 전현무

### 시즌2 출연자
- 장예원 (MC)
- 양세찬
- 황광희
- 이상엽